# 近畿大阪銀行
株式会社近畿大阪銀行（きんきおおさかぎんこう）は、かつて存在した関西みらいフィナンシャルグループ傘下の地方銀行。大阪府大阪市中央区に本店を置いていた。2019年4月1日に関西アーバン銀行と合併し、関西みらい銀行となった。
キャッチコピーは「近くて大すき近畿大阪銀行」。

## 概要
2000年（平成12年）4月1日、大阪市西区に本店を置く住友銀行（当時）系の大阪銀行と、同市中央区に本店を置く大和銀行（当時）系の近畿銀行が合併し発足。存続会社は大阪銀行とし、社団法人全国地方銀行協会に加盟する。初代頭取には近畿銀行の高谷社長が就任した。
2001年（平成13年）2月13日には、経営破綻したなみはや銀行の全営業店を大和銀行と共に譲り受けた。
社長は、2代続けて（旧）あさひ銀行の前身である（旧）協和銀行出身者から起用されてきたが、2011年（平成23年）4月1日付で桔梗芳人社長が取締役兼エクゼクティブアドバイザーに退き、後任に旧・大和銀行出身の池田博之副社長が昇格した。
りそな銀行が発足した当初は、近畿大阪銀行を将来的に「大阪りそな銀行」へと昇華させる構想も現出するも、いわゆる「りそなショック」により立ち消えとなった。
ATMでは、りそな銀行・埼玉りそな銀行は自行扱いとなっており、利用手数料が徴収されなかった。また、2007年（平成19年）11月19日より、りそな銀行・埼玉りそな銀行に合わせて、自行での時間外手数料とこの2行での引き出し・預け入れは時間帯にかかわらず無料となっていた。他のりそなグループ各行は他行（MICS）扱いとなっていた。また、インターネットバンキングも稼働されており、振込手数料は、近畿大阪・りそな・埼玉りそなの3銀行あてが無料となっていた。法人向けインターネットバンキングは2004年（平成16年）に稼働となった。
支店網については、合併後から2006年（平成18年）頃までに不採算支店・出張所の統合・閉鎖を行った上で、存続していた支店・出張所については、従来通りの顧客への渉外活動を行う一般的な店舗と「あいするブランチ」、「あいするプラザ」、「ホッとするプラザ」と称する店舗へ再編を行った。また、2016年度中に全店舗で平日の営業終了時間を午後3時から午後5時に延長する方針を、『産経新聞』の取材に対し中前公志社長が明らかにしていた。
指定金融機関として摂津市と交野市から指定されていた。
りそな銀行が主幹事を務める大輪会の会員企業であった。
2019年4月1日に近畿大阪銀行を存続会社として関西アーバン銀行を吸収合併し、関西みらい銀行に商号変更した。

### シンボルマーク
シンボルマーク・社章は、りそなグループが統一シンボルマーク制定した後も、旧大和銀行のCIマーク（「D」マーク）の使用を継続していたが、2011年4月以降は、りそな銀行、埼玉りそな銀行と同様、「R」のロゴマークとカラーリング（緑）を使用し、以後は全ての店舗で「りそなグループ 近畿大阪銀行」と書かれた看板に段階的に移行していった。

旧ロゴ

## 沿革
- 1942年（昭和17年） - 近畿銀行の前身、大阪の5つの無尽会社（交野無尽金融、大阪中央無尽、金剛無尽、関西商工無尽、大阪不動無尽）が大蔵省の勧奨により合併、近畿無尽が設立される。設立当時の本店は大阪不動無尽の本社があった大阪市東区瓦町5丁目60番地、営業拠点は本店営業所のほか、堺、富田林、岸和田、豊中、布施、吹田、八尾、枚方、住道の9ヶ店と高槻営業所であった。
- 1943年（昭和18年） - 近畿無尽は日本殖産無尽（大阪府）と合併する。
- 1944年（昭和19年） - 近畿無尽は三笠無尽、高田無尽（奈良県）、国華無尽、日本共立無尽（大阪府）と次々に合併する。
- 1950年（昭和25年） - 大阪府、大阪市並びに前田久吉等の地元実業界有力者により大阪銀行の前身、大阪不動銀行が設立される。本店は大阪市西区江戸堀下通1丁目53番地。
- 1951年（昭和26年） - 近畿無尽は相互銀行法により相互銀行に改組、近畿相互銀行となる。
- 1957年（昭和32年） - 大阪不動銀行は大阪銀行に改称する。本店は大阪市北区曽根崎上4丁目48番地に移転。
- 1973年（昭和48年） - 近畿相互銀行は国民信用組合と合併する。
- 1989年（平成元年）2月 - 近畿相互銀行は金融機関の合併及び転換に関する法律第6条第5項の規定に基づいて銀行法により免許を受けたとみなされる。普通銀行となり近畿銀行となる。
- 1991年（平成3年） - 近畿銀行は大阪復興信用組合と合併する。
- 1999年（平成11年） - 大和銀行と近畿銀行、大阪銀行の3行で戦略的提携を基本合意。
- 2000年（平成12年）4月1日 - 大和銀行の主導のもと、近畿銀行と大阪銀行が合併し、近畿大阪銀行発足。
  - 存続会社は大阪銀行、本店所在地は旧・近畿銀行本店所在地（OBPキャッスルタワー）。旧・大阪銀行本店営業部は、近畿大阪銀行本町営業部として、合併後に店舗位置は変わったものの現在も存続。合併比率は大阪銀行1：近畿銀行1.4。
- 2001年（平成13年）
  - 1月4日 - 旧・両行のシステムを統合。これに伴い大阪銀行の通帳は使用できなくなった。
  - 2月13日 - なみはや銀行の営業を、大和銀行とともに譲り受ける。
  - 12月12日 - 大和銀行・奈良銀行と株式移転で大和銀ホールディングス（現・りそなホールディングス）を設立し完全子会社となる。
- 2004年（平成16年）5月24日 - 本町営業部（旧・大阪銀行本店）を現在地に移転。
- 2007年（平成19年）11月19日 - りそな銀行・埼玉りそな銀行と共に、自行ATM時間外手数料無料を開始。
- 2008年（平成20年）7月22日 - りそな銀行・埼玉りそな銀行と同じ統合システムへ移行。旧近畿銀行の通帳は使用できなくなった。
- 2011年（平成23年）2月20日 - 東京支店（日本橋室町に立地）を廃止。名古屋支店を除き、近畿地方に特化。
  - 4月1日 - 大和銀と同じロゴマークを使用したCIが廃止され、りそなグループのロゴマークに改定された。
- 2015年（平成27年）
  - 4月6日 - りそな銀、埼玉りそな銀と共にグループ3行間において休日、祝日も含めて24時間の振込決済を実現化[5]。
  - 12月1日 - 本部機構をりそな銀行本社ビル内に移転[6][7]。
- 2016年（平成28年）5月16日 - 本店営業部を船場支店所在地に移転[6]。

- 2017年（平成29年）

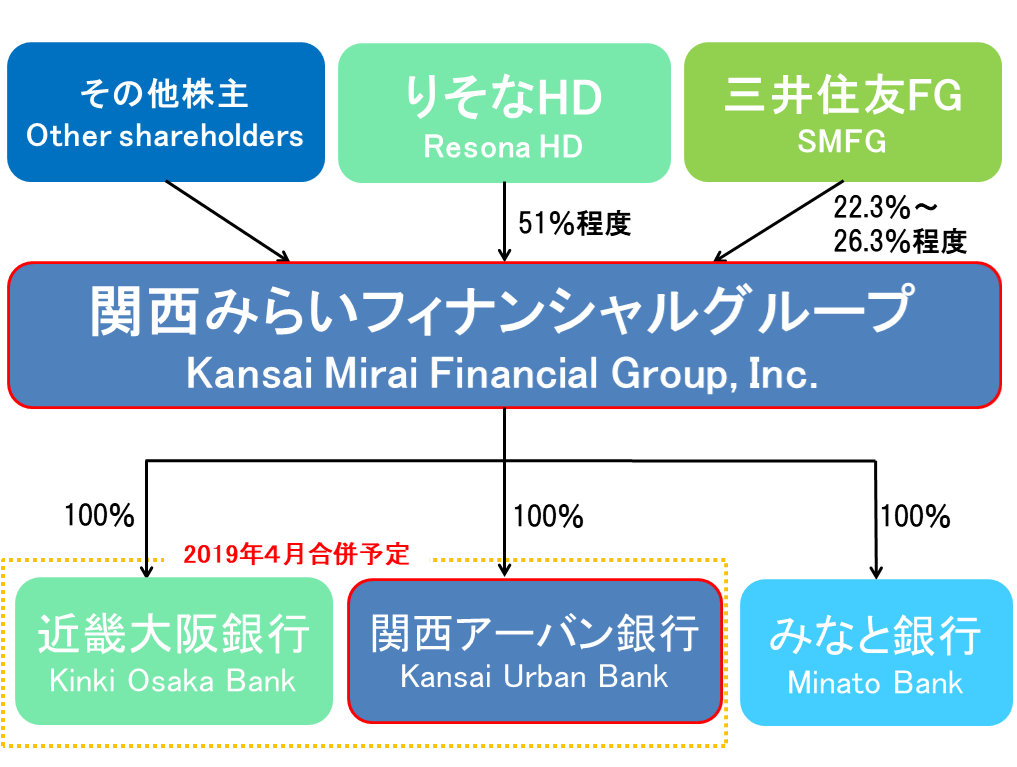
当社及びグループ各社の出資構成

  - 2月20日 - りそなホールディングスが三井住友銀行と共同で出資する中間持株会社にぶら下がる形で、近畿大阪銀行・関西アーバン銀行・みなと銀行の3行での統合を検討していることが明らかになった[† 6][10][9][8]。
  - 9月26日 - 上述の経営統合計画が合意に至り新しい持株会社名を関西みらいフィナンシャルグループとすることとともに、2019年4月に関西アーバン銀行と合併し、関西みらい銀行を発足させることが公表された[11]。
  - 11月14日 - 関西みらいフィナンシャルグループが設立される[12][13][14]。
  - 12月7日 - 株式譲渡により関西みらいフィナンシャルグループの100％子会社となる[15]。
- 2018年10月22日 - 関西アーバン銀行と名称や店番が重複している店舗で名称や店番の変更を実施[16]。
- 2019年4月1日 - 当社を存続会社として関西アーバン銀行を吸収合併し、関西みらい銀行に商号変更[4]。

## 関係会社

### 連結子会社
- 関西みらい銀リース株式会社
- 関西みらい信用保証株式会社
- 関西総合信用株式会社
- びわこ信用保証株式会社
- 株式会社びわこビジネスサービス
- 幸福カード株式会社

## りそなグループの統合システムへの移行
大和銀ホールディングス発足当初、りそな銀行との間で事業再編が行われる予定であったが見送られることとなった。これまでは、（旧）近畿銀行のシステムを引き継いで日立製作所の勘定系システムを独自に採用（後に、システム自体を更新せずに日立メインフレームの独自システムをNTTデータにアウトソースする形に変更）してきたが、2008年（平成20年）7月22日に新システム（りそな銀行の「統合システム」）への移行を完了した。統合システム移行後に発行された通帳については、グループ銀行間のATMでの記帳も可能である。

## ギャラリー

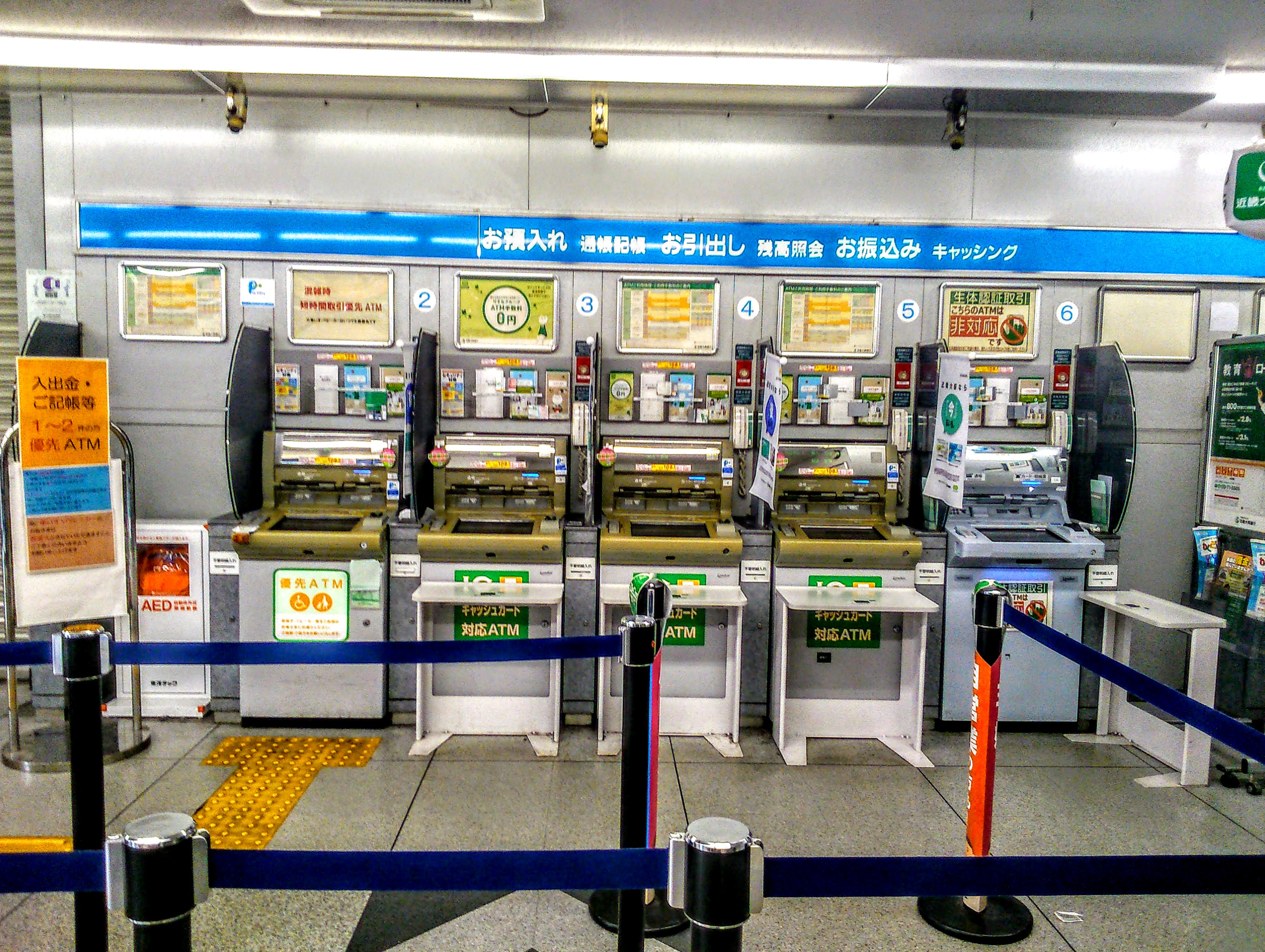
ATM
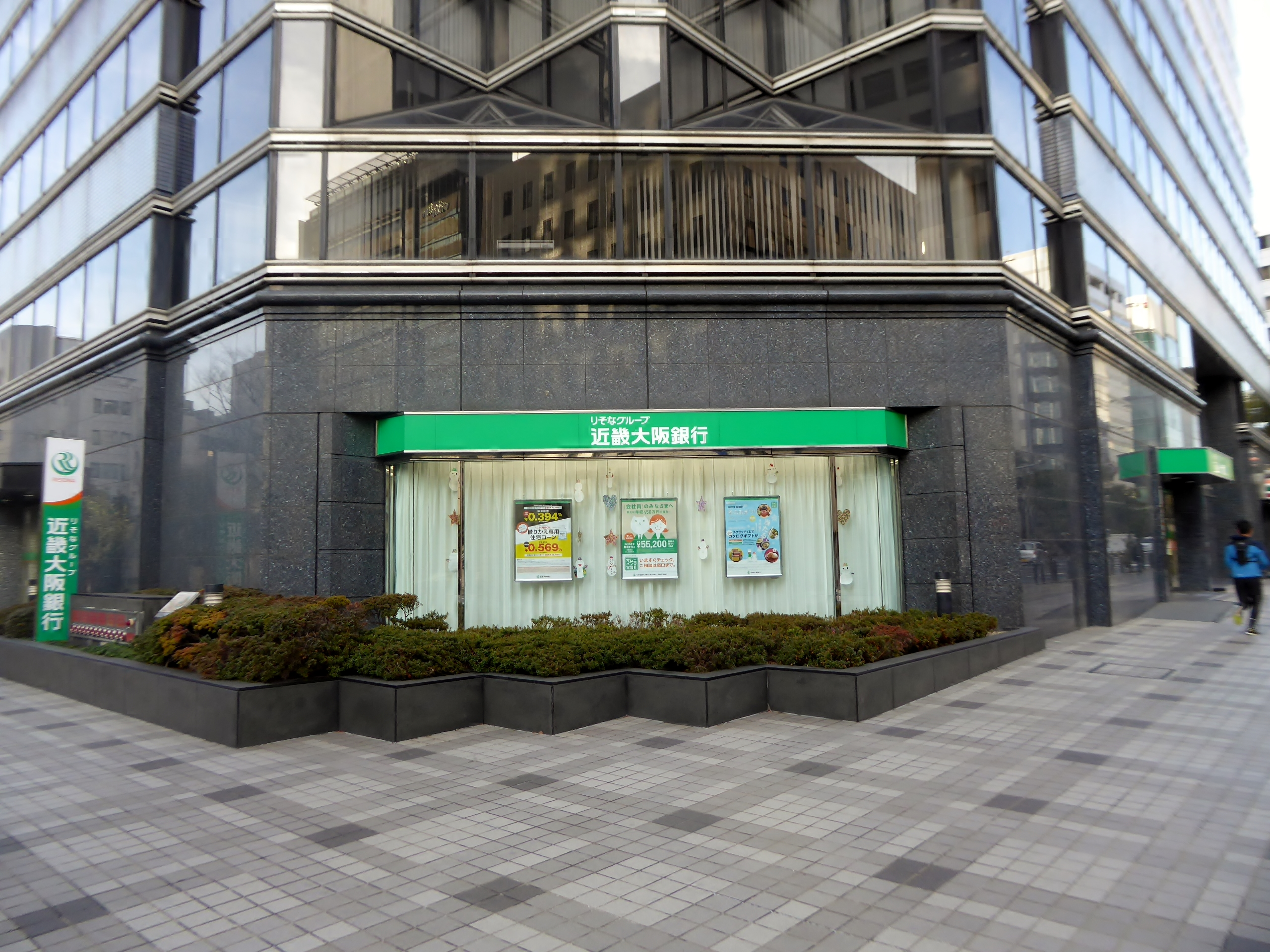
2016年5月16日より本店営業部が移転してきた旧船場支店 （現・堺筋営業部。大阪市中央区）
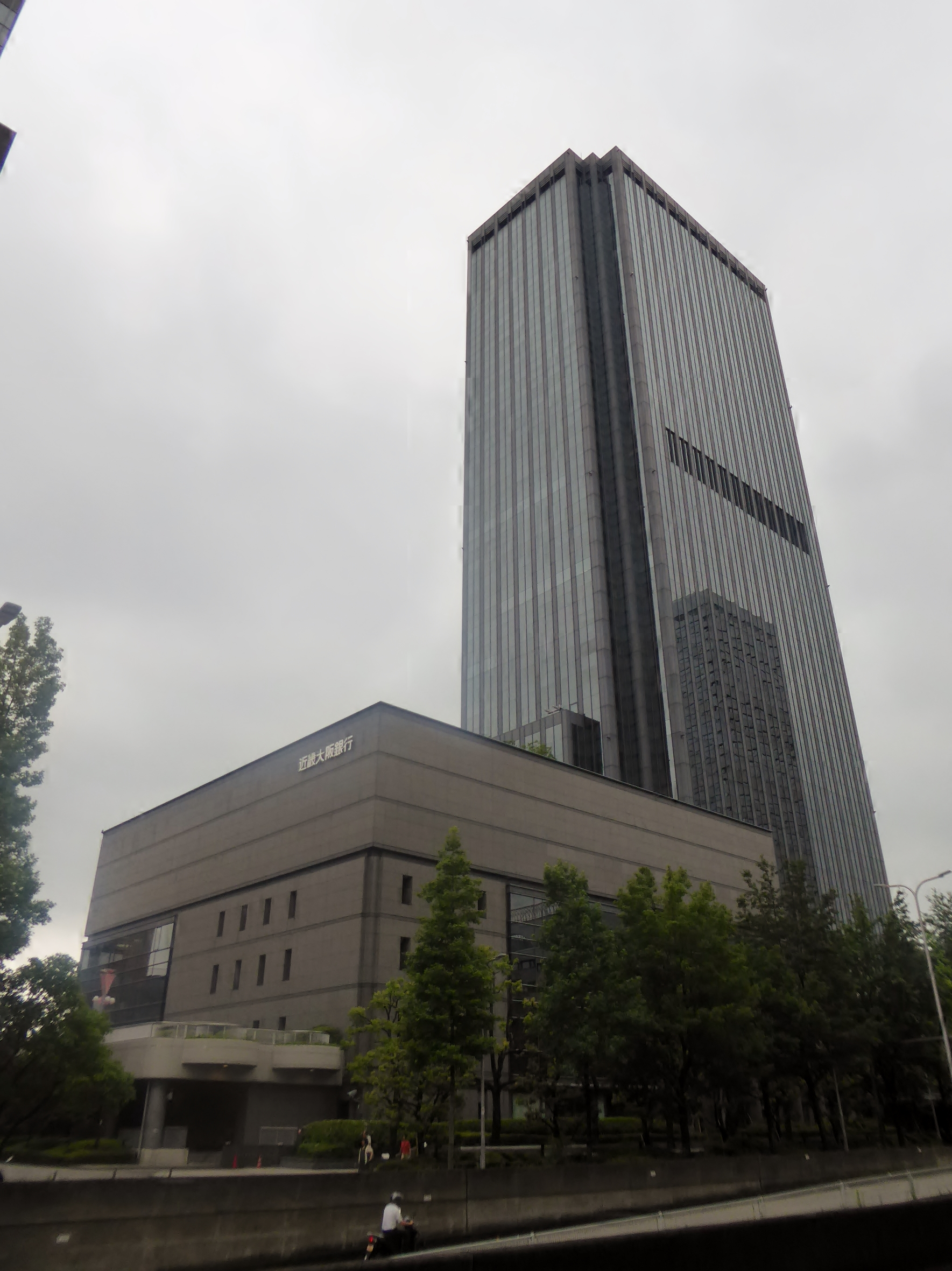
2016年5月15日まで本店があったOBPキャッスルタワー （現・OBPオフィスビル出張所。大阪市中央区）
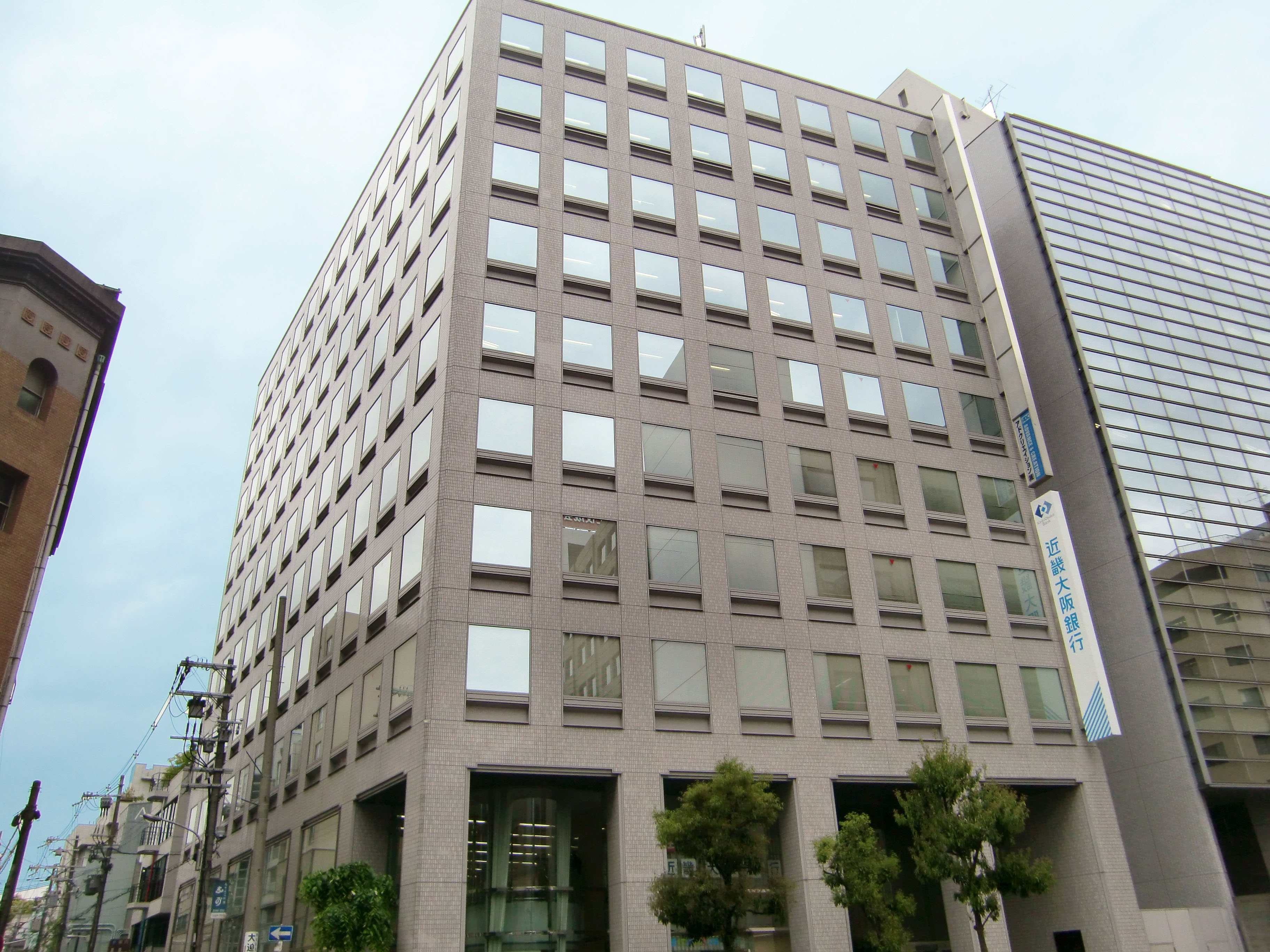
本町営業部 （大阪市西区）
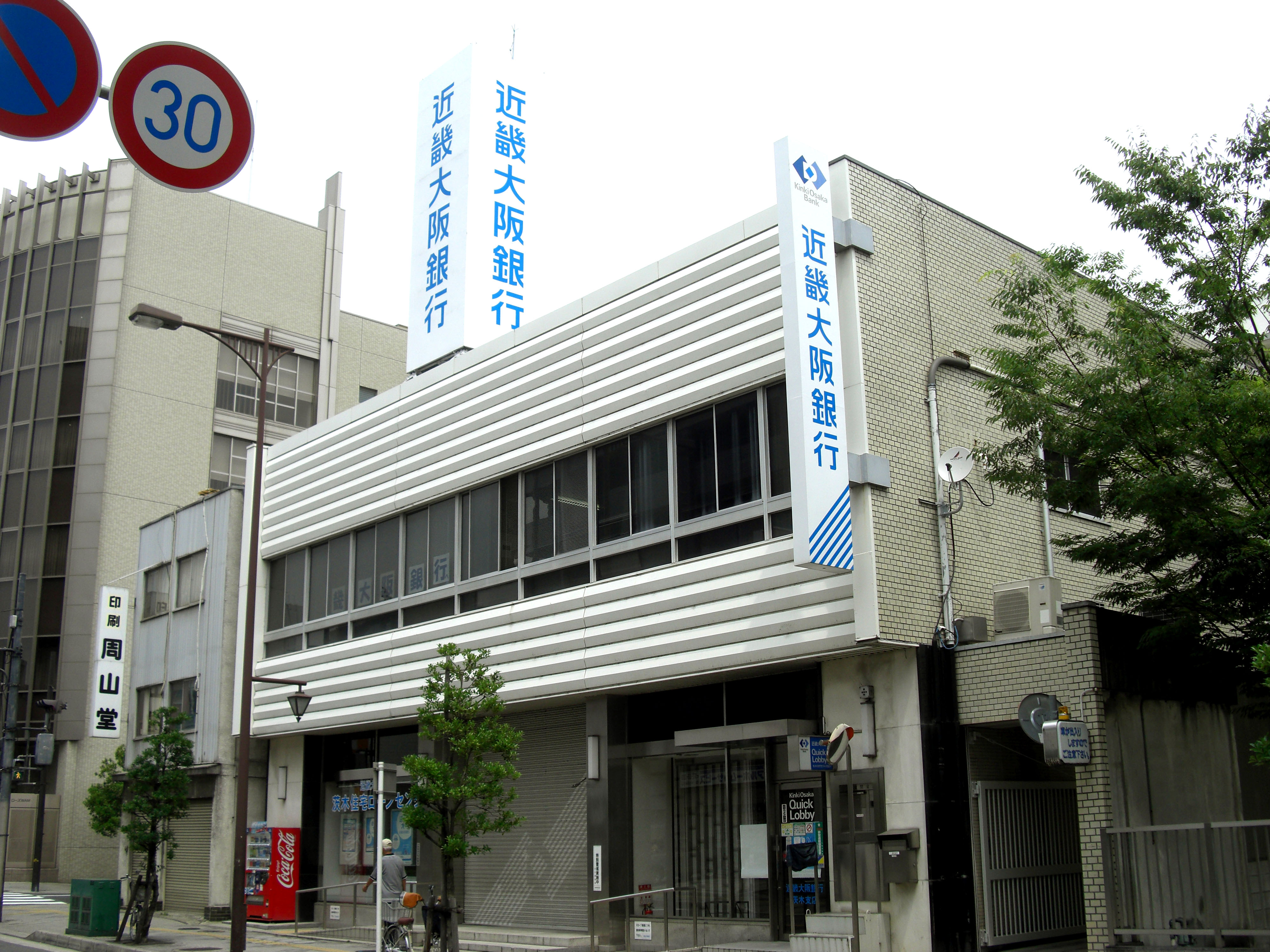
茨木中央支店 （大阪府茨木市）
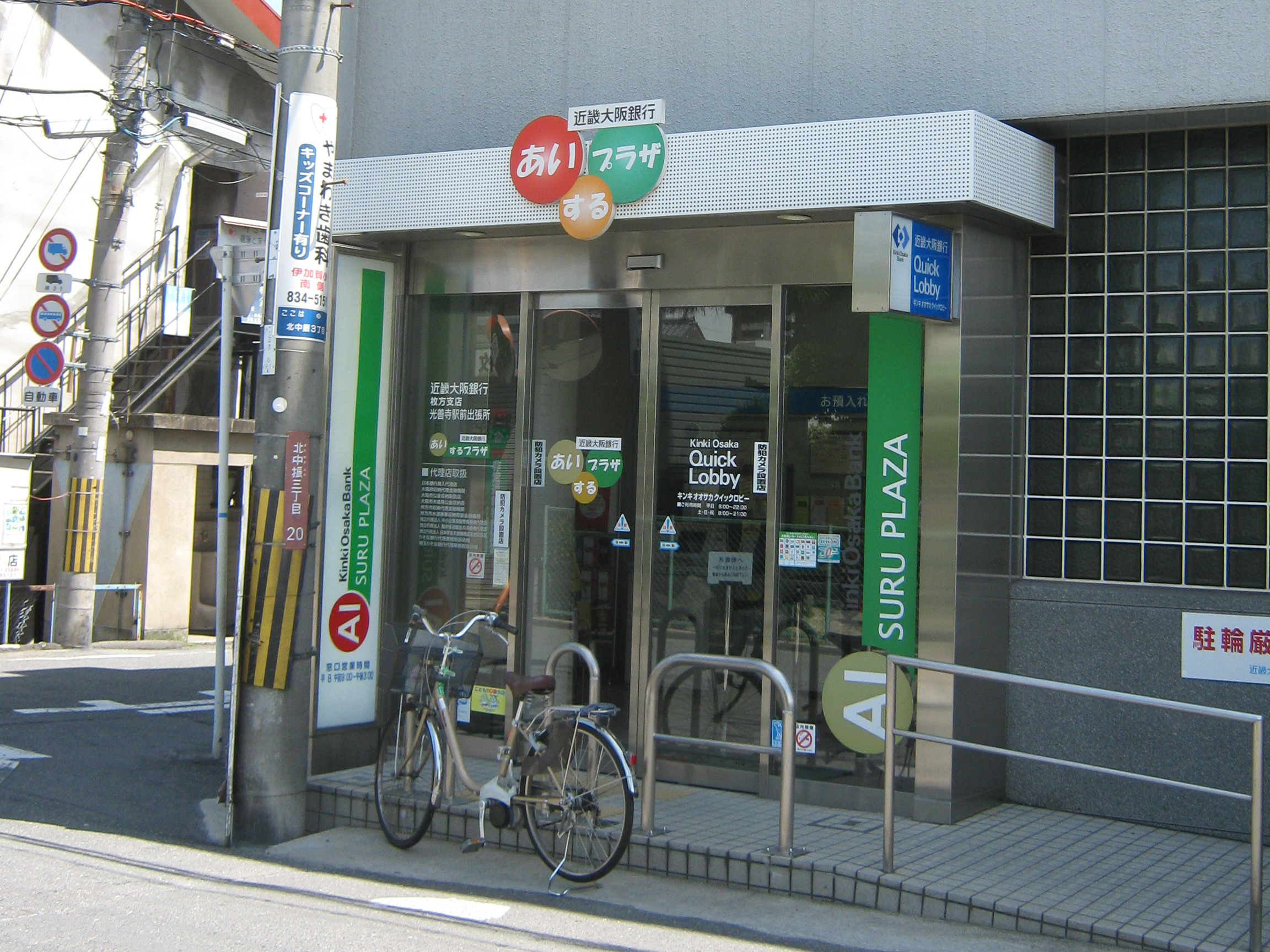
光善寺駅前出張所 （大阪府枚方市）